# Золотистый бандикут
Золотистый бандикут (лат. Isoodon auratus) — вид из рода Коротконосых бандикутов семейства Бандикутовые. Эндемик Австралии.

## Научная классификация
Последние исследования свидетельствуют о том, что золотистый бандикут, возможно, принадлежит к тому же виду, что и малый бандикут (лат. Isoodon obesulus). Доказательством этому может служить генетическое сходство этих животных. Тем не менее оба вида имеют существенные морфологические различия.

## Распространение
Встречается на территории штата Западная Австралия, а также в Северной территории. Ранее вид был широко распространён во многих внутренних районах Австралии, однако к настоящему времени его ареал ограничен северо-западной частью региона Кимберли, островами Барроу и Миддл у побережья региона Пилбара, а также островом Марчинбал в островной группе Уэссел. В центральных районах Австралии золотистый бандикут перестал встречаться в 1940—1960-х годах.
Естественная среда обитания вида включает в себя побережья, покрытые кустарниками, пустоши, песчаники, покрытые спинифексом, туссоковые пастбища. В прошлом были широко распространены в пустынях и тропических лесах.

## Внешний вид
Вес животного варьирует от 260 до 655 г.

## Образ жизни
Ведут наземный образ жизни. Гнёзда строят или на земле, или в дуплах упавших деревьев. Активность приходится на ночь. Питаются насекомыми, червями, небольшими рептилиями, корнями растений.

## Размножение
Сумка развита хорошо. В потомстве от 2 до 4 детёнышей.